# Pau Alguersuari i Pascual
Pau Alguersuari i Pascual (Sant Celoni, 17 de novembre de 1836 - Sabadell, 23 d'abril de 1907) fou un industrial, teòric tèxtil i inventor català.

## Biografia
Pau Alguersuari va fer els estudis primaris a Sant Celoni i, als setze anys, es va desplaçar a Barcelona per estudiar teoria de teixits. Un cop acabats els estudis, va anar a treballar a Sabadell, a la fàbrica de Feliu Torras, feina que alternà amb la docència fent de professor de teoria de teixits i, més endavant, aconseguí tirar endavant una indústria tèxtil pròpia. Però, Alguersuari, a més de ser un bon tècnic, va ser un gran inventor. Amb la mecanització de la indústria, aconseguí transformar els vells telers manuals de fusta en telers mecànics; d'ell és, també, la creació i la primera patent del teixit de ris per a tovalloles, com també l'invent d'un mecanisme de pujada i baixada dels lliços que augmentava el nombre de passades per minut i la velocitat de tissatge, conegut internacionalment com a sistema Alguersuari.
El 5 de febrer de 1918, l'ajuntament presidit per Joan Vidal i Gambús va acordar donar el nom d'Alguersuari a un carrer de la ciutat, paral·lel a la via del tren, que anava des del baixador de la rambla fins al carrer de les Tres Creus.